# Абрамов, Александр Кузьмич
Алекса́ндр Кузьми́ч Абра́мов (13 [26] мая 1913, Москва — 17 мая 1993, Волгоград) — советский футбольный тренер, ранее футболист. Заслуженный тренер РСФСР (1961).

## Биография
С августа 1934 года по 1941 работал тренером в команде «Крылья Советов» (Москва).
В 1947 году Абрамов, много сделавший для становления в Куйбышеве футбольной команды в годы ВОВ и после завершения войны, возглавил местную команду «Крылья Советов». В 1951 году под его руководством «Крылья» добились наивысшего результата в чемпионатах СССР — 4-е место. К началу чемпионата 1951 года Абрамову удалось создать сыгранный футбольный коллектив. Стабильность состава позволяла «Крыльям Советов» на высоком уровне проводить большинство матчей. Важнейшую роль в успехе команды сыграла оригинальная тактика команды, разработанная тренерским штабом, и основанная на повышенной физической подготовке футболистов с соответствующей самоотдачей и работоспособностью в игре. Этот метод позволил главному тренеру добиться того, что все игроки успевали участвовать и в защите и в нападении, и команда успешно противостояла сильнейшим коллективам страны. В терминологии журналистов и болельщиков эта тактика получила название «волжская защепка».
В промежутке между двумя этапами работы в Куйбышеве (1947—1952 и 1958—1960) руководил командой высшей лиги «Трудовые резервы» Ленинград, а позднее возглавлял «Трудовые резервы» Ворошиловград.
В 1961 году возглавляемый Абрамовым «Трактор» Волгоград занял 3 место в Классе «Б» СССР (РСФСР, 3 зона), а в 1962 — 2-е и добился перехода во Вторую группу класса «А». Вследствие этого успеха тренер был приглашён в клуб высшей лиги (первая группа класса «А») «Арарат» Ереван, но по итогам чемпионата СССР 1963 года клуб занял 18 место и попал в зону вылета.
В следующем году решать задачу скорого возвращения в высшую лигу Абрамову пришлось с другим клубом неудачником 1963 года — ташкентским «Пахтакором». В первый же год команда достигла желаемого: заняв 3-е место во второй группе, «Пахтакор» вернулся в первую.
В 1965—1979 годах, с перерывами, работал заведующим кафедрой футбола Волгоградского института физкультуры.
В 1972—1973 годах — главный тренер местной команды «Баррикады», выступавшей во Второй лиге СССР.